# Gelora Sriwijaya-stadion
Het Gelora Sriwijaya-stadion (ook Jakabaring-stadion) is een multifunctioneel (voetbal)stadion in Palembang, Zuid-Sumatra, Indonesië. Het stadion wordt vooral gebruikt voor voetbalwedstrijden en maakt deel uit van Jakabaring Sport City.
Het stadion heeft een capaciteit van 40.000 personen.